# Jozef De Kesel
Jozef De Kesel (Gent, 1947. június 17. –) belga római katolikus pap, a Mechelen-Brüsszeli főegyházmegye nyugalmazott érseke, Belgium nyugalmazott tábori püspöke, bíboros. 

## A kezdetek
Tizenegy gyermek közül hatodikként született . 1965-ben lépett be a papneveldébe, filozófiát és teológiát tanult a genti Szent Pál Szemináriumban, majd a Leuveni Katolikus Egyetemen szerzett diplomát filozófiából és irodalomból. 1968-tól 1972-ig teológiát tanult Rómában a Gregoriana Pápai Egyetemen, előbb licenciátust, majd 1977-ben doktori címet szerzett.
1972. augusztus 26-án szentelte pappá nagybátyja, Leo-Karel De Kesel segédpüspök a Genti egyházmegye szolgálatára. Genti tartózkodása alatt 1974 és 1980 között hittantanár volt az eekloi egyházmegyei gimnáziumban, 1977 és 1980 között pedig vallás, filozófiai antropológia és kortárs gondolkodás tárgyú kurzusokat vezetett az Artevelde-i Műegyetemen. 1980-tól 1996-ig a genti nagyszemináriumban az alapvető teológia és a dogmatikus teológia professzora volt, ugyanakkor a genti Felsőbb Vallástudományi Intézet teológiai professzora, ahol egyben dékán is volt. A Leuveni Katolikus Egyetemen 1989 és 1992 között a krisztológia professzora volt. 1983 és 2002 között a genti lelkipásztori munkatársak képzéséért is felelős volt és 1992 és 2002 között pedig a Genti egyházmegye teológiai és lelkipásztori képzésért felelős püspöki helynöke volt.

## Püspök
II. János Pál pápa 2002. március 20-án Bulna címzetes püspökévé és a Mechelen-Brüsszeli főegyházmegye segédpüspökévé nevezte ki. Püspöki jelmondatául Szent Ágoston szavait választotta: „Mint te, én is keresztény vagyok.” Később kifejtette, hogy azért hagyta el az előző szavakat („Értetek vagyok püspök”), hogy hangsúlyozza „első hivatását” mint Krisztus követője. Szentelésére május 26-án került sor a brüsszeli katedrálisban, a főszentelő Godfried Daneels bíboros volt és kinevezték brüsszeli általános helynökké. Segédpüspöki szolgálata alatt a Belga Püspöki Konferencián belül az egyházmegyék közötti lelkipásztori liturgikus bizottságért volt felelős (flamand és francia nyelven) és az Európai Közösség Püspöki Konferenciáinak Bizottságába delegált tag.
Amikor Godfried Daneels bíboros, a Mechelen-Brüsszeli főegyházmegye érseke 2008-ban elérte a nyugdíjkorhatárt, a belgiumi nuncius, Karl-Josef Rauber érsek De Keselt javasolta utódjának, akinek jelölését Daneels is támogatta. XVI. Benedek pápa figyelmen kívül hagyta Rauber ajánlását, és De Kesel segédpüspök maradt. Az ügyet a későbbiekben felidézték, mivel Ferenc pápa más álláspontot képviselt, Raubert bíborossá tette, De Keselt pedig a Mechelen-Brüsszeli főegyházmegyébe helyezte át, majd De Keselt is bíborossá tette.
De Keselt 2010. június 25-én nevezték ki a Bruggei egyházmegye püspökévé Roger Vangheluwe korai lemondását követően és 2010. július 10-én iktatták be.
2010 szeptemberében De Kesel azt mondta: „Azt hiszem, az Egyháznak fel kell tennie magának a kérdést, hogy helyénvaló-e megtartani a cölibátus kötelező jellegét. Mondhatnánk, hogy vannak cölibátusban élő papok, de azoknak az embereknek is meg kell adni a lehetőséget, akik számára a cölibátus emberileg lehetetlen, hogy papok lehessenek.”

## Érsek
2015. november 6-án Ferenc pápa De Keselt nevezte ki André-Joseph Léonard utódjává a Mechelen-Brüsszeli főegyházmegye érsekévé és Belgium prímásává. 2015. december 12-én egy misén iktatták be, amelyen részt vett Fülöp belga király is. Christopher Lamb „konzervatív elődjéhez képest mérsékeltnek” nevezi őt. Megjegyezte, hogy az antwerpeni püspök, Johan Bonny, az azonos neműek kapcsolatainak elismerésére szólított fel, míg De Kesel ezzel szemben azt mondta, hogy az egyetemes tisztelet, függetlenül az egyén szexuális irányultságától, „olyan érték, amelyet az evangélium megoszt a modern kultúrával.” Kinevezésekor egy interjúban De Kesel azt mondta, hogy hivatásában Romano Guardini, Charles de Foucauld, Edward Schillebeeckx, Karl Rahner és Willem Bernard, majd Dietrich Bonhoeffer teológusok inspirálták. Azt mondta, reméli, hogy az egyház elfogadja, hogy zsugorodik, még akkor is, ha „meggyőződést sugároz” és a társadalmi bajokkal foglalkozik. Csalódott volt, hogy a közelmúltban tartott családügyi szinódus nem eredményezte azt, hogy az újraházasodott katolikusok is részesülhessenek a szentáldozásban, de úgy vélte, hogy a közgyűlés megmutatta, hogy az egyház új mentalitással rendelkezik és hozzátette: „Számomra az irgalom fontos szó, de valahogy még mindig van benne valami leereszkedő. Szeretek egy olyan szóból kiindulni, mint az ember tisztelete és megbecsülése. És ez talán egy olyan érték, ami nekünk, keresztényeknek közös az uralkodó kultúrával.”
De Keselt 2016. január 26-án választották meg a Belga Püspöki Konferencia elnökévé, és 2023-ig Mechelen-Brüsszeli érseki tisztségéből való nyugállományba vonulásáig töltötte be ezt a tisztséget.
Ferenc pápa a 2016. november 19-i konzisztóriumon bíborossá kreálta és címtemplomául a Saints John and Paul on the Caelian Hill-bazilikát jelölte ki.
2017. december 23-án Ferenc pápa De Keselt a Világiak, a Család és az Élet Dikasztériumának tagjává, 2019. november 11-én a Kultúra Pápai Tanácsa tagjává nevezte ki.
Támogatta, hogy a 10 évesek is részesülhessenek elsőáldozásban és bérmálkozhassanak.
2020-21-ben rákos megbetegedéssel kezelték.
2022-ben más flamand püspökökkel együtt közzétette az azonos nemű párok megáldására vonatkozó formulát, hangsúlyozva, hogy ez nem a házasság más formájának elismeréseként értelmezendő. Ennek ellenére egyértelműen ellentétes a hivatalos katolikus állásponttal, amely az azonos neműekhez vonzódó embereket tisztaságra szólítja fel, mivel kimondja, hogy ezek az egyesülések „a béke és a közös boldogság forrása is lehet az érintettek számára.”
Ferenc pápa 2023. június 22-én elfogadta lemondását.